# Запретная кухня
«Запретная кухня» (англ. Abe) — комедийная драма 2019 года режиссера Фернанду Андради с Ноа Шнаппом в главной роли.

## Сюжет
Двенадцатилетный мальчик Эйб живет в Бруклине, растет в арабско-еврейской семье и любит готовить. Каждая встреча семьи — повод для скандала. Сюжет фильма строится вокруг попытки юного повара примирить семью с помощью кулинарии.
Он пристраивается в уличный ларёк, где говорят по-португальски и с колёс продают всякие экзотические блюда. Бразилец Чико становится его наставником и другом.
В фильме затрагиваются/поднимаются разные религиозные и политические вопросы.

## Отзывы и критика
На сайте Rotten Tomatoes фильм имеет одинаковый рейтинг от зрителей (100+ отзывов) и от критиков (33 обзора) — 70 %.
На сайте Metacritic у фильма рейтинг 62 на основе 12 рецензий критиков.

Это сентиментальный и предсказуемый фильм с излишне упрощенным, ориентированным на детей взглядом на сложные политические вопросы.— The New York Times

… один из тех фильмов, которые никак не ожидаешь, а они становятся для вас приятным сюрпризом.— The Wall Street Journal